# Barrandium

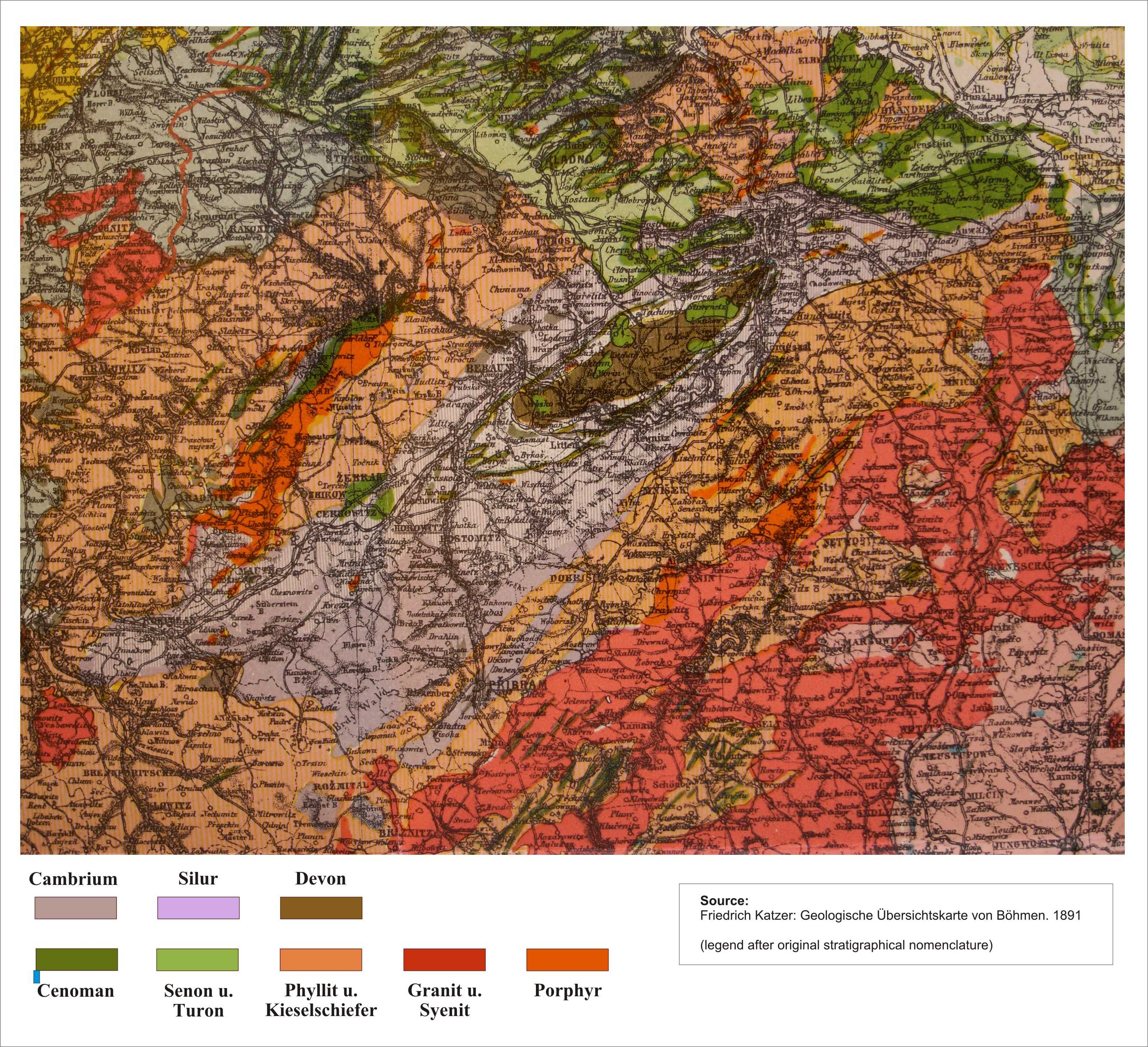
Das Barrandium auf einem Ausschnitt der geologischen Übersichtskarte von Friedrich Katzer (1891, Nomenklatur nach der historischen Legende)

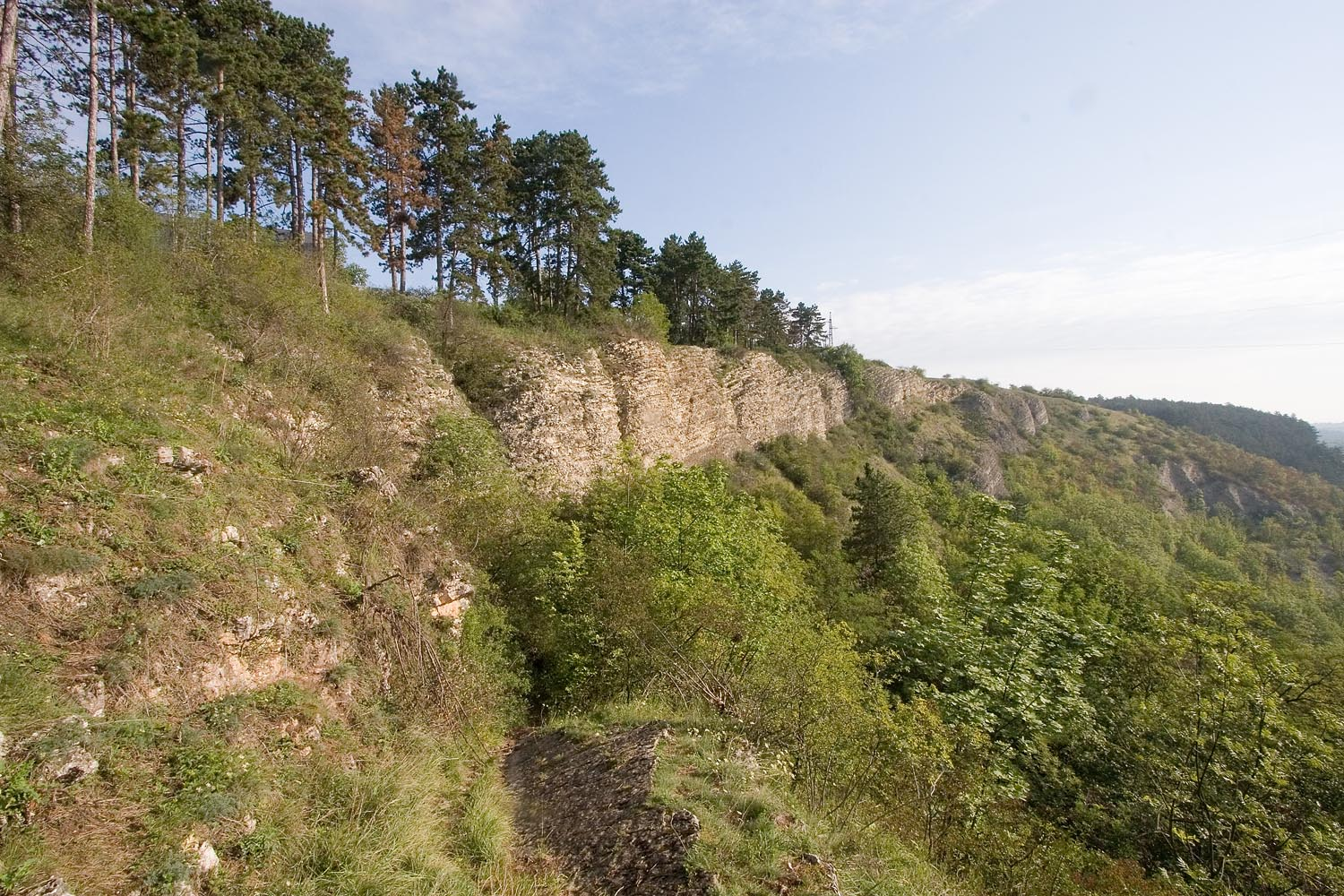
Die Schwarzen Felsen (Černé rokle) bei Kosoř

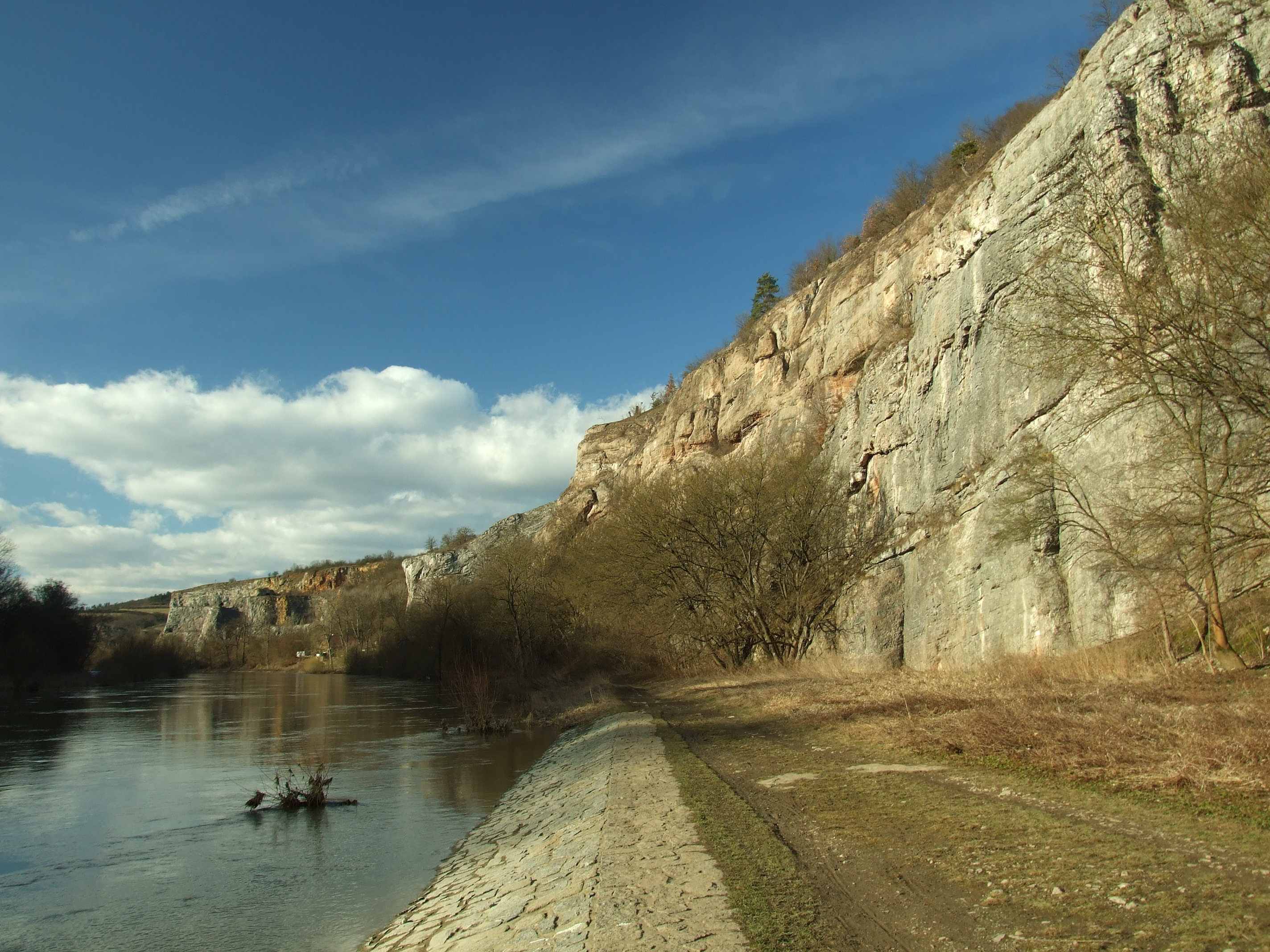
Kalksteinfelsen am Ufer der Berounka bei Srbsko

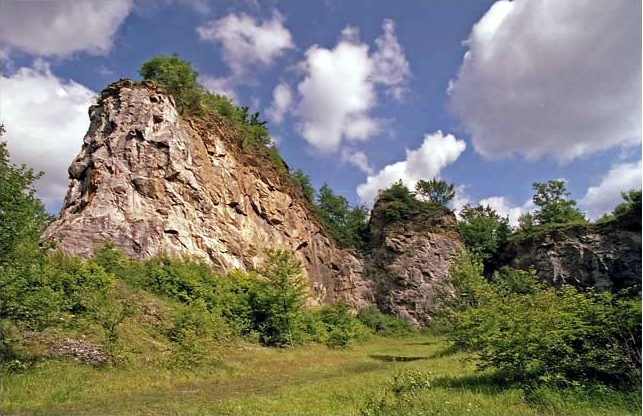
Der stillgelegte Steinbruch Kobyla bei Koněprusy (Naturdenkmal)

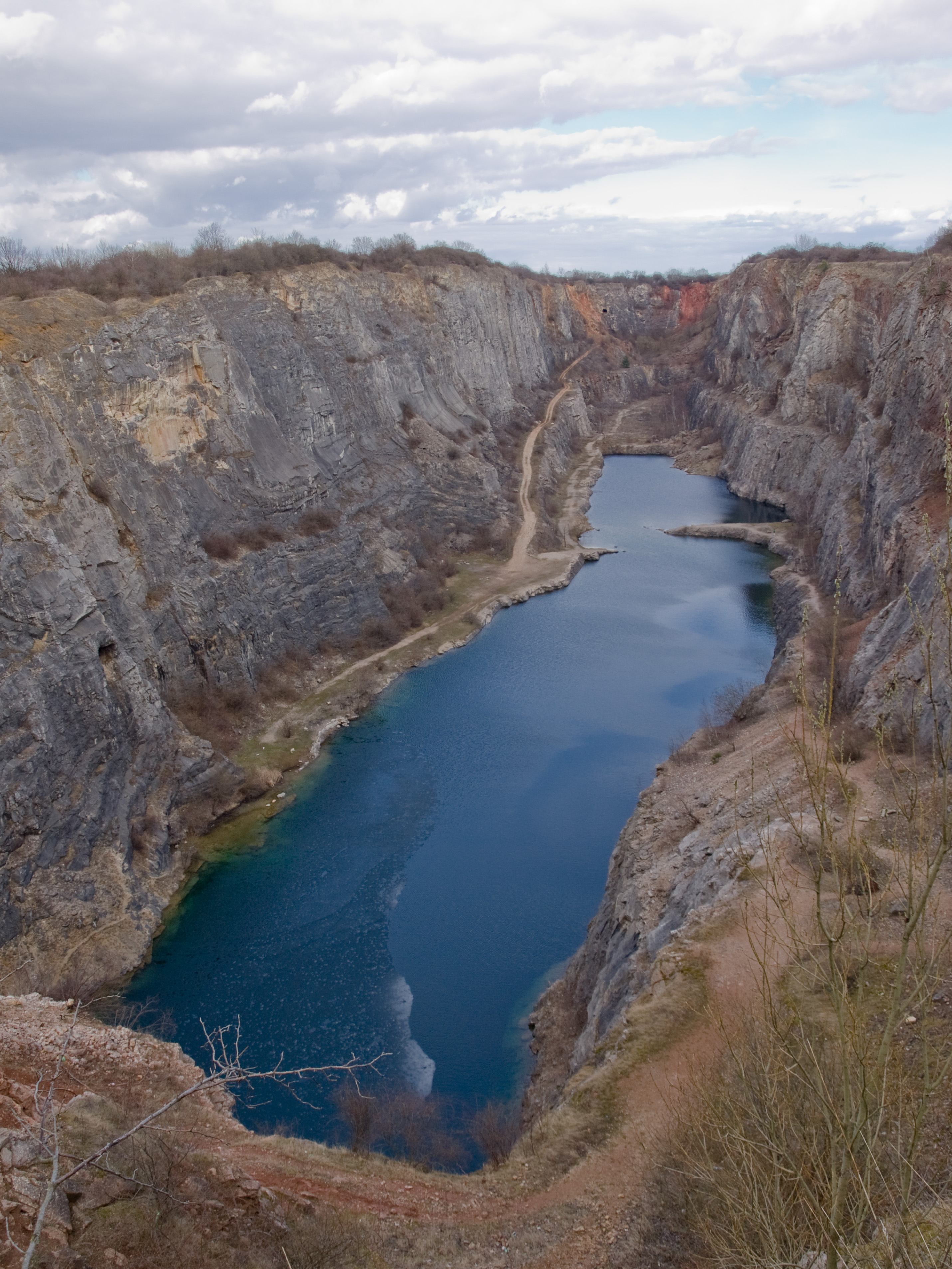
Der stillgelegte Kalksteinbruch Groß-Amerika (Velká Amerika) bei Mořina

Das Barrandium (tschechisch Barrandien) ist zusammen mit den nördlich vorgelagerten geologischen Einheiten Teil des Teplá-Barrandiums, eine geologische Gebietseinheit in Tschechien, die sich zwischen Brandys n.L. im Nordosten über Prag nach Pilsen im Südwesten erstreckt. Der zentrale Teil mit silurischen und devonischen Sedimentstrukturen, der sich zwischen Suchomasty und Prag hinzieht, wird oft allein als Barrandium angesehen, da er wegen seiner geowissenschaftlich-kulturell geprägten Erforschungsgeschichte im Zentrum der Wahrnehmung steht. Diesen Bereich bezeichnete man um 1900 noch als Mittelböhmisches Kalksteinplateau.

## Geschichte
Benannt wurde es nach dem französischen Geologen, Paläontologen und Ingenieur Joachim Barrande (1799–1883). Er bezeichnete die Region als Système silurien du centre de la Bohême. Die reichen Vorkommen von Fossilien haben schon im 18. Jahrhundert das Interesse der Geologen auf sich gezogen. Aus den heute unter Naturschutz stehenden Lokalitäten wie Steinbrüchen, Weganschnitten oder natürlichen Aufschlüssen wie z. B. Bachläufen wurden von Barrande reichhaltige Faunen des Erdaltertums gesammelt. Hervorzuheben sind dabei: Trilobiten, Brachiopoden, Graptolithen, Nautiloideen, Crinoiden. Teile von Barrandes Sammlung befinden sich im Nationalmuseum in Prag.

## Barrandium
Das Gebiet, das auch als Prager Becken (pražské pánvi) bzw. Prager Mulde bezeichnet wird, umfasst Gesteine des Paläozoikums. Es ist bei Geologen und Paläontologen vor allem wegen der verbreiteten und gut zu studierenden Sedimentgesteinen aus dem Kambrium, Ordovizium, Silur und Devon bekannt. Hervorzuheben sind etwa die Systemgrenze zwischen Silur und Devon im Profil bei Klonk oder der unter- bis mitteldevonische Riffkomplex bei Koněprusy. Ein anderer bedeutender Aufschluss befindet sich im Tal zwischen Velká Chuchle und Slivenec, der hier ebenso den Übergang zwischen Silur und Devon repräsentiert und mit einer beschrifteten Bronzetafel ausgestattet ist. Die Gesteine des Gebiets wurden während der variszischen Gebirgsbildung verfaltet, durch Überschiebungen zusammengeschoben und teilweise durch Metamorphose umgewandelt.

## Teplá-Barrandium
Zusammen mit dem Barrandium bilden die nördlich und nordwestlich vorgelagerten Gesteine des Proterozoikums die varisizische Einheit des Teplá-Barrandiums, einer Untereinheit des Bohemikums im Böhmischen Massiv. Die nach Ortschaften in der Nähe der charakteristischen Einheiten benannte Teplá-Blovice-Gruppe und die Davle-Jílové-Gruppe (im Südteil des Barrandiums zur Kralupy-Zbraslav-Gruppe zusammengefasst) bilden das Unterlager der paläozoischen Gesteine des Barrandiums.  In der früheren geologischen Literatur wurden sie als Präspilitische Gruppe (Teplá-Blovice-Gruppe) und Spilitische Gruppe (Davle-Jilové-Gruppe) bezeichnet. Sie bestehen neben den kennzeichnenden Spiliten und Keratophyren aus mächtigen Folgen von Grauwacken, Siltsteinen und Tonschiefern, die in Phyllite, Glimmerschiefer und Paragneise umgewandelt wurden. Abgeschlossen wird die Abfolge des Proterozoikums von der jung-präkambrischen Flysch-Folge der Štěchovice-Gruppe (Postspilitische Gruppe). Am Ende des Präkambriums wurden die bisher abgelagerten Gesteine während der cadomischen Orogenese verfaltet und deformiert. Nach der Gebirgsbildung erfolgten Abtragung und eine tiefgründige Verwitterung, ehe das Barrandium sich entwickelte.